# 波托西 (里瓦斯省)
波托西（西班牙語：Potosí），是尼加拉瓜的城鎮，位於該國西南部，由里瓦斯省負責管轄，面積144平方公里，海拔高度69米，2005年人口11,904，人口密度每平方公里82.67人。
11°30′N 85°53′W / 11.500°N 85.883°W